# Clase Don Inda
Las embarcaciones de la Clase Don Inda (conocidas comercialmente como Zamakona-Ulstein Neptune Series) son una serie de dos buques remolcadores de altura polivalentes, de fabricación española, construidos entre los años 2005 y 2007. Estos dos barcos han sido fabricados en los astilleros Zamakona en Santurce (Vizcaya), siendo diseñados específicamente para ser empleados por la Sociedad de Salvamento y Seguridad Marítima, ente público dependiente del Ministerio de Fomento de España. Su diseño se basa en el modelo de buque AHTS (en inglés: «Anchor Handling Tug Supply»; traducido al español: «Remolcador de suministro y manejo de anclas»), el UT Design 722L de los astilleros noruegos del Grupo Ulstein.
Estos buques fueron diseñados para suplir las carencias en materia de salvamento que quedaron en evidencia durante el desastre ecológico provocado por el petrolero Prestige. Son barcos de 80 metros de eslora y con una potencia de tiro de 228 toneladas. Además disponen de capacidad de recogida, almacenamiento y trasvase de 1750 metros cúbicos de residuos contaminantes en la mar.

## Historia
A raíz del desastre ecológico provocado por el petrolero Prestige el 13 de noviembre de 2002 frente a las costas de Galicia, quedó en evidencia la capacidad de respuesta ante un evento de esta magnitud. En aquel momento, la Sociedad de Salvamento y Seguridad Marítima disponía de tres buques propios, fabricados en los años 1980 (el Alonso de Chaves, el Punta Mayor y el Punta Salinas), así como una serie de remolcadores en régimen de alquiler. Estos remolcadores carecían de la capacidad para poder remolcar un barco en las condiciones de mar gruesa, así como carecían de tecnología moderna, como el sistema de posicionamiento dinámico para el remolque.
Asimismo no disponían de la capacidad para recoger y almacenar hidrocarburos vertidos en el mar, por lo que fue necesaria la actuación de buques enviados desde diversos puntos de Europa. La mayoría de estas embarcaciones eran buques polivalentes, especializados en la recogida de hidrocarburos en alta mar, provistos de skimmers y de barreras anticontaminación.
Ante esta situación, el Ministerio de Fomento tuvo que realizar una serie de ajustes dentro del Plan Nacional de Salvamento para reforzar su capacidad ante la posibilidad de un nuevo accidente como el del Prestige. Esta decisión estableció el inicio de los trabajos para que la Sociedad de Salvamento y Seguridad Marítima se dotase con cuatro nuevos buques polivalentes de salvamento y lucha contra la contaminación marítima. De esta modificación del Plan Nacional de Salvamento salieron primero los buques de la clase ECOSAR, posteriormente rebautizados como clase Luz de Mar, que serían fabricados por Astilleros Armón.
Después de licitarse la adquisición de los dos primeros buques polivalentes de menor porte, se prosiguió con la adquisición de los dos de mayor tamaño. El 3 de marzo de 2004 se publicó en el Boletín Oficial del Estado el contrato de licitación EM 171/04 para la adquisición de estos dos nuevos buques remolcadores de emergencias mediante concurso abierto, con un presupuesto de 72 millones de euros. El 23 de diciembre de 2004 se adjudicó el contrato al proyecto presentado por el astillero vasco Zamakona Yards, por un total de 68,5 millones de euros. Estas unidades fueron construidas en los astilleros que la empresa posee en el Puerto de Bilbao.

## Diseño

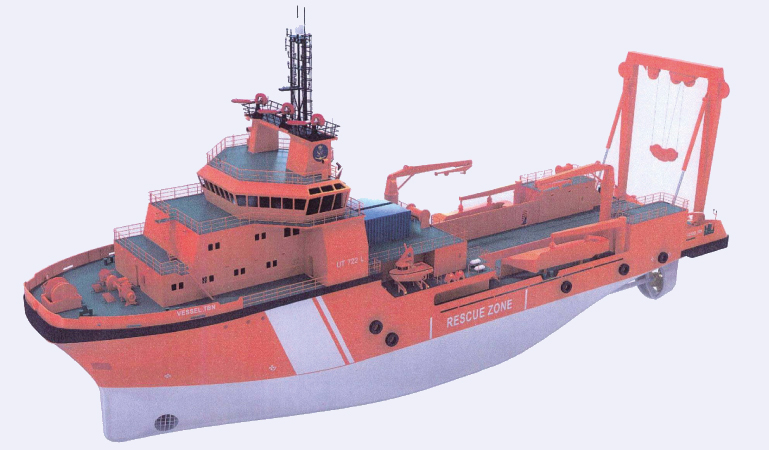
Infografía de la Clase Don Inda.

El modelo de buque elegido para dar respuesta a las especificaciones de Salvamento Marítimo era el UT Design 722 L, sobradamente probado desde su entrada en la escena internacional a comienzos del siglo XXI y bien conocido a través de unidades como el Bourbon Crown , el Far Señor y el Haroldo Ramos, los tres, sendos modelos del UT 722 L. Solamente debería adaptarse el UT 722 L a las concretas necesidades de Salvamento Marítimo, lo que fue llevado a cabo gracias a un trabajo de equipo en el que participaron sus técnicos, junto con los de Rolls Royce y de Zamakona.
UT Design
Las siglas UT significan Ulstein Trading, nombre derivado de la isla y el pueblo de Ulsteinvik situado en la costa de Noruega. Desde su fundación, los astilleros de Ulstein desarrollaron diseños de buques de carga y pesca que pudieran enfrentarse a los temporales del mar del Norte en cualquier momento y situación, lo que les convirtió en un referente de la ingeniería naval puesta al servicio de un tipo de buques muy especial: los buques de avituallamiento o supply, que trabajan bajo condiciones climáticas adversas.
Al iniciarse la explotación de yacimientos de petróleo en el mar de Noruega y en el mar del Norte en el año 1967, se hizo necesario disponer de una flota de buques de trabajo “todo tiempo” para atender a las plataformas de prospección y extracción que empezaban a surgir en medio del océano.
La experiencia de los ingenieros y constructores de Ulstein en esta clase de buques creó el concepto UT Design, viendo la luz el primero de una larga saga: el Stad Scotman del año 1974 y el finés Skaustream. A partir de esa fecha, el grupo Ulstein continuó sus avances en el diseño de unidades de avituallamiento, remolque, lucha contra incendios y soporte de la industria petrolera offshore, creando la serie UT 729 en el año 1994, seguida dos años después por los pertenecientes a la serie UT 755. La calidad de estos buques tuvo repercusión internacional y el grupo Ulstein puso extremo cuidado en hacer del UT 755 una “clase” flexible y capaz de adaptarse a las necesidades de los clientes.
En el año 1997, se crearon los UT 736 que desembocaron tres años después en los UT 722. Los buques diseñados sobre la base del UT 722 eran remolcadores de altura pero con una importante faceta supply que les hacía susceptibles de incorporar masivamente en su equipamiento los elementos de la lucha contra la contaminación. Ejemplos de este novedoso diseño fueron el Havila Surf” y el Bourbon Borgstein”, entregados a sus armadores en 2004.
Actualmente, el UT Design continúa su desarrollo con nuevos tipos de buques representados por los UT 512, del que puede ser un buen ejemplo el KV Harstad, propiedad de los Guardacostas de Noruega, con una capacidad de empuje de 110 toneladas y 1000 metros cúbicos de capacidad de almacenamiento de hidrocarburos recogidos del mar. Otro UT 512 es el Abeille Bourbon”, construido en 2005 y con una capacidad de tiro de 200 toneladas, aunque en este caso se trata de un UT 512 exclusivamente destinado al remolque de altura y sin las especificaciones anticontaminación de los guardacostas noruegos.

## Características

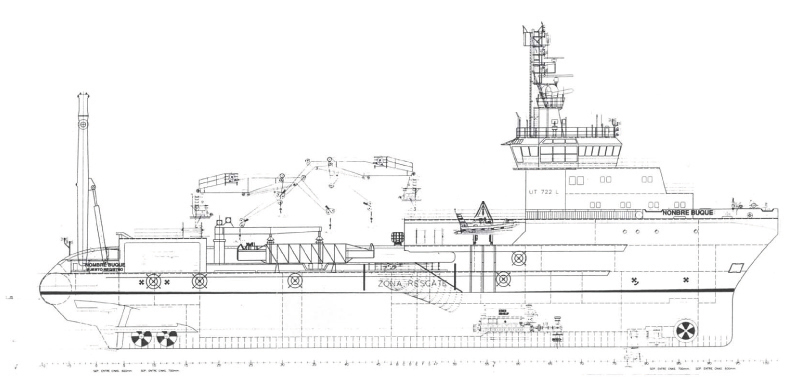
Dibujo de perfil de la Clase Don Inda.

### Cubiertas
Las embarcaciones de la Clase Don Inda están compuestas por un total de siete niveles o cubiertas:
- La cubierta de tanques es el nivel inferior de la embarcación, y en ella se encuentra la zona de los equipos propulsores y grupos electrógenos. Así, también están ubicados distintos tanques para lastre, almacenaje de residuos, así como la hélice retráctil de popa.

- La cubierta intermedia es el segundo nivel de la embarcación. En esta se encuentra la parte superior de los tanques. Asimismo, están ubicados el sistema hidráulico, la cámara de control del barco, un taller y un laboratorio.

### Propulsión
La Clase Don Inda está equipada con cuatro motores diésel de fabricación noruega Bergen (tipo B32:40L8P) que actúan en pareja sobre cada uno de los dos árboles. Cada motor entrega 4000 kW de potencia máxima continua, con un total de 21 760 HP a 750 revoluciones por minuto. La propulsión está asumida por dos hélices de paso variable Kamewa Ulstein tipo FOD III P _ - 4100 N alojadas en tobera. El gobierno está a cargo de dos timones activos tipo aleta flap desarrollados por Rolls Royce.
Para ayudar a la maniobrabilidad, el buque dispone de dos hélices a proa de accionamiento eléctrico, una retráctil (Thruster RRM Kamewa TCNS 73/50 -180) y otra transversal convencional y super silenciosa (Thruster RRM Kamewa Ulstein TT2200 DPN - SSCP). En popa se sitúan otras dos hélices transversales similares a la emplazada a proa. Todas las hélices transversales son de paso variable, lo que garantiza la maniobrabilidad a velocidades de entre 1 y 2 nudos. Como maquinaria auxiliar, el Don Inda opera con dos generadores de cola AEM / SE 630S4 y 2750 kW, además de otros cuatro generadores Volvo de potencias que oscilan entre los 1480 kW y los 225 kW.
Los automatismos del buque han sido desarrollados por Rolls Royce UMAS - V System, con posicionamiento dinámico Clase 2 redundante y sistema de gobierno en el puente mediante joystick. En cubierta se emplazan dos embarcaciones: una de trabajo y otra de rescate y salvamento de Maritime Partner, tipos WEEDO 910 TUG y 700 TUG, de 9,1 m y 7,3 m de eslora. La destinada a salvamento está propulsada por sistema waterjet de 200 HP y puede alcanzar 33 nudos de velocidad. La destinada a tareas de trabajo (recogida de residuos, tendido de barreras, remolque de equipos auxiliares, etc.) tiene un bollard pull de dos toneladas.

## Unidades en servicio

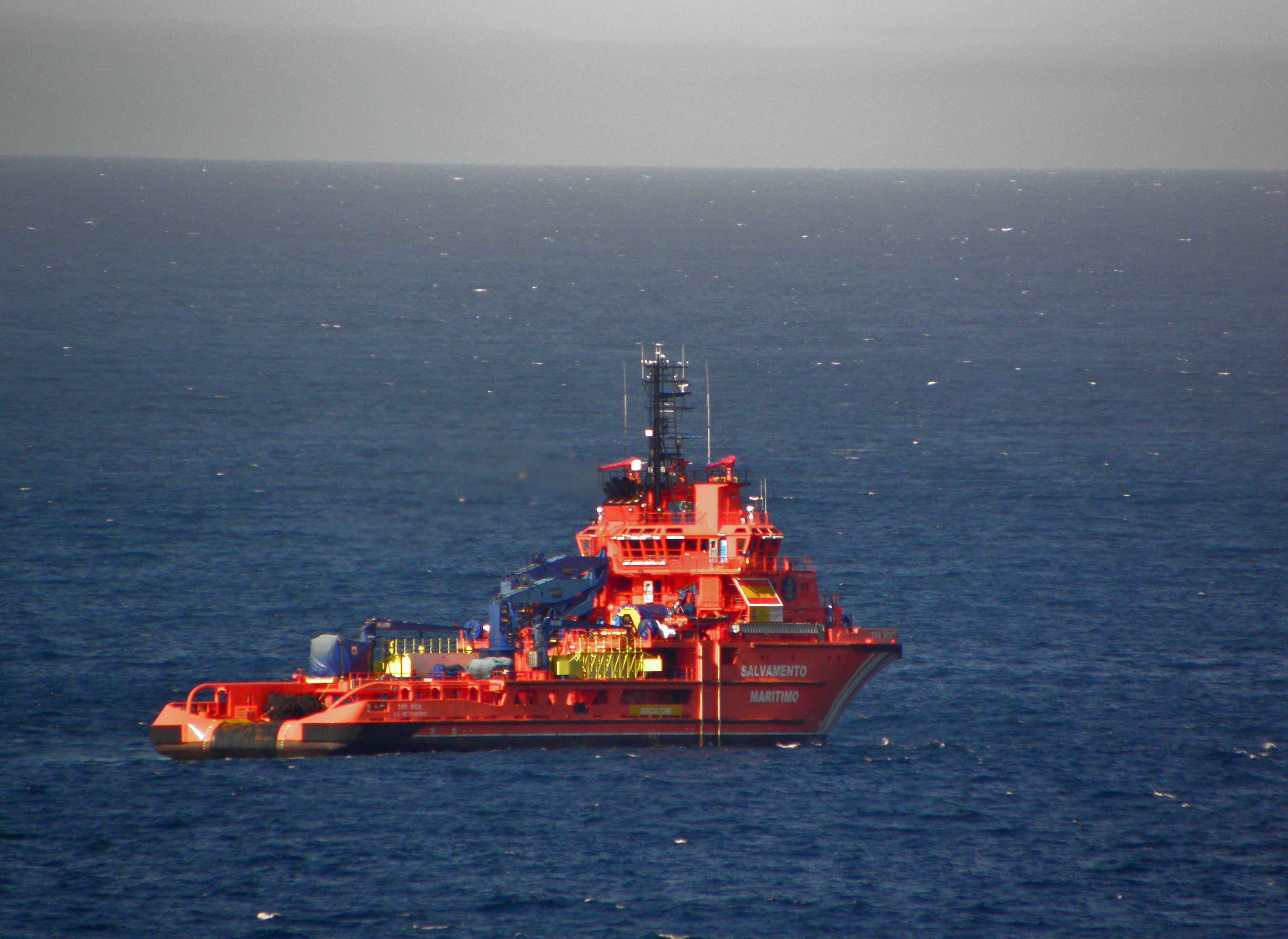
Remolcador polivalente Don Inda (BS-11) frente a las costas de Galicia.

En el siguiente listado se pueden ver las embarcaciones de la Clase Don Inda pertenecientes a la Sociedad de Salvamento y Seguridad Marítima.
| Código | Nombre                            | Fecha de entrega       | Indicativo | Núm. MMSI | Núm. IMO | Zona de actuación |
| ------ | --------------------------------- | ---------------------- | ---------- | --------- | -------- | ----------------- |
| BS-11  | Don Inda                          | 1 de diciembre de 2006 | EASF       | 224769000 | 9338010  | Atlántico         |
| BS-32  | Clara Campoamor ex-María Zambrano | 10 de abril de 2007    | EAIK       | 224583000 | 9338022  | Mediterráneo      |

Nombres de los barcos
Las dos unidades de la Clase Don Inda se bautizaron con nombres de dos personas que estuvieron involucradas en la historia de España. Los nombres empleados fueron:
- Don Inda: En honor a Indalecio Prieto Tuero, político socialista de procedencia asturiana.
- Clara Campoamor: En honor a Clara Campoamor Rodríquez, política defensora de los derechos de la mujer y principal impulsora del sufragio universal en España.

No obstante, el segundo de los buques recibió el nombre de María Zambrano durante su construcción. En marzo de 2007 sería renombrado como Clara Campoamor.

### Embarcaciones similares
- / Abeille Bourbon
- / Abeille Liberté

### Secuencias de designación
Embarcaciones de intervención rápida
- / Clase Salvamar
- / Clase Guardamar

Buques de Salvamento
- Clase Luz de Mar
- / Clase Don Inda
- Clase María de Maeztu